# Lanzamiento a distancia (misil)
Las armas de lanzamiento a distancia son armas o misiles que pueden ser lanzados a una distancia suficiente del blanco como para permitir al vehículo lanzador evadir el fuego defensivo del área donde se encuentra el blanco. Normalmente, estas armas son usadas con blancos terrestres o marítimos durante una operación ofensiva. El nombre se deriva de dos características: primero es la habilidad para atacar al blanco mientras la plataforma de lanzamiento (avión, buque, submarino, vehículo terrestre) se encuentra fuera del alcance de las armas del defensor; segundo, su principal objetivo es destruir las capacidades defensivas del defensor o reducir el alcance eficaz de esas capacidades. A menudo, un misil de lanzamiento a distancia es un misil de crucero, una bomba planeadora o un misil balístico de corto alcance.
Estos misiles o bombas pertenecen al concepto más amplio de armas a distancia.

## Tipos de misiles
- Air-Sol Moyenne Portée (misil de cabeza nuclear de lanzamiento aéreo francés)
- AGM-28 Hound Dog
- AGM-69 SRAM
- AGM-86 ALCM
- AGM-129 ACM
- AGM-154 JSOW
- AGM-158 JASSM
- AGM-181 LRSO
- BrahMos
- Babur
- Bomba nuclear B61 con un kit de guiado de cola mod-12
- Blue Steel
- Umbani
- DRDO SAAW
- GAM-87 Skybolt
- H-2 SOW
- H-4 SOW
- Ra'ad Mk-1
- Ra'ad Mk-2
- Takbir
- Barq
- Babur-1
- Babur-1A
- Babur-2
- Babur-3
- GIDS REK
- Misil Conjunto de Ataque
- Raduga Kh-20
- Raduga Kh-22
- Raduga KSR-5
- Raduga Kh-55
- Raduga Kh-15
- Rudram-1
- Nirbhay
- SOM
- Standoff Land Attack Missile
- Storm Shadow
- TAURUS KEPD 350
- YJ-18